# محمد کوثری (مداح)
سید محمد کوثری (زادهٔ ۱۳۰۷، قم – درگذشتهٔ ۳ مهر ۱۳۷۷) از مداحان ایرانی بود که بیشتر به علت اجرای برنامه‌های عزاداری در حضور  روح‌الله خمینی شهرت دارد.

## سال های اولیه زندگی
سیّد محمّد کوثری در سال ۱۳۰۷ در خانواده ای روحانی و در شهر قم به دنیا آمد. سید علی کوثری پدر او از خطیبان بزرگ قم بود که در محافل مذهبی، از جمله در بیت سید حسین طباطبایی بروجردی مداحی می کرد.
وی هم چنین پیش از انقلاب ۱۳۵۷، سوابق مبارزاتی علیه حکومت وقت داشته‌ است.

## تحصیلات
سید محمد کوثری وارد حوزه علمیه شد و در دروس حوزوی به مدارج بالایی رسید. برخی از اساتید او عبارتند از:موسی صدر، محمدرضا مهدوی کنی، سید حسین طباطبایی بروجردی، سید محسن حکیم، سید ابوالقاسم خویی، سید شهاب‌الدین مرعشی نجفی، سید روح الله خمینی و سید علی خامنه ای.

## زندگی شخصی
سید محمد کوثری با دختر دایی خود (سید علی چهل اخترانی) ازدواج کرد.